# Acanthodelta theata
Acanthodelta theata là một loài bướm đêm trong họ Noctuidae.